# دشمن پشت دروازه‌ها
دشمن پشت دروازه‌ها (به انگلیسی: Enemy at the Gates) نام یک فیلم جنگی به کارگردانی ژان-ژاک آنو محصول ۲۰۰۱ در مورد نبرد استالینگراد در طول جنگ جهانی دوم است که مرتبط به تک تیرانداز روسی به نام واسیلی زایتسف است.

## خلاصه داستان
در پاییز ۱۹۴۲ ارتش آلمان نازی تا پشت دروازه‌های استالینگراد پیشروی کرده و سعی در تصرف شهر دارد. در سوی دیگر، واسیلی زایتسف تک تیرانداز ماهر روسی با حمایت دانیلف افسر تبلیغات به یک قهرمان محلی تبدیل می‌شود، اما با آمدن سرگرد کونیگ آلمانی که یک تیرانداز زبده است، مهارت او به چالش طلبیده می‌شود. در حالی که دامنه جنگ گسترده‌تر می‌شود، میان این دو نیز جدالی شخصی درمی‌گیرد و هر کدام سعی می‌کنند تا دیگری را هدف گلوله قرار دهند و…